# Rational-Emotive Verhaltenstherapie

Veranschaulichung des ABCDE-Modells der Rational-Emotiven Therapie nach Albert Ellis

Die Rational-Emotive Verhaltenstherapie (REVT) gehört zu den psychologischen Verfahren und ist sowohl gesprächs- als auch verhaltensorientiert. Sie gehört nach einem langen Entwicklungsprozess heutzutage zu der Gruppe der Verhaltenstherapien und speziell zu den kognitiven Verhaltenstherapien. Mittelpunkt ist der Mensch als zielorientiertes und soziales Wesen, das daran leidet, von blockierenden Einstellungen und Gefühlen an der Erreichung von Zielen gehindert zu werden. Dabei wird durch Veranschaulichung veränderter Zuschreibungen (Attribution) aufgezeigt, dass man diesem Leiden nicht hilflos ausgeliefert ist, sondern dass mit Hilfe der eigenen geistigen Kräfte gelernt werden kann, Gefühle und Verhalten aktiv zu verändern. Die Therapie setzt an (gegenwärtigen und vergangenen) Konflikten auf der Einstellungs-, Gefühls- und Verhaltensebene an.
REVT ist eine umfassende, integrative, aktiv-direktive, philosophisch und empirisch fundierte Psychotherapie, die auf die Lösung emotionaler Probleme und Verhaltensstörungen fokussiert ist, und die damit Menschen ermöglicht, ein zufriedeneres und erfüllteres Leben zu führen. Durch die Begrifflichkeit rational und emotiv wird bereits deutlich, dass es sich um eine emotionsfokussierte und erlebnisorientierte Psychotherapie handelt. Auch wenn REVT heute (methodisch korrekt) unter die Verhaltenstherapie subsumiert wird, liegt die Betonung darauf, dass die REVT (wie z. B. die Gesprächspsychotherapie und die Gestalttherapie) v. a. eine humanistische Psychotherapie ist.
Im Folgenden wird zwar nur auf die kognitiven Methoden eingegangen, aber es ist wichtig dabei zu berücksichtigen, dass die REVT nicht nur aus diesen, sondern aus (miteinander verwobenen) kognitiven, behavioralen und emotiven Methoden besteht. Albert Ellis kritisierte, dass die REVT oft auf die kognitiven Methoden (hier v. a. das Streitgespräch (Disputation)) reduziert werde, zudem oftmals auf die Anwendung eines (dann auch noch vereinfacht dargestellten, oberflächlichen) ABC-Schemas.

## Hintergrund / Theorie
Die von Albert Ellis 1955 begründete Rational-Emotive Verhaltenstherapie (REVT, vormals RET) führte zur „kognitiven Wende“ der Verhaltenstherapie und gilt als Pionieransatz der Kognitiven Verhaltenstherapie (KVT). Zusammen mit der Kognitiven Therapie (KT) von A.T. Beck stellt sie heute eine wichtige Grundlage der KVT dar. Weitere Wurzeln der KVT liegen in Meichenbaums Kognitiver Verhaltensmodifikation, Mahoneys entwicklungsorientierter Kognitiver Therapie u. a. Darüber hinaus verfügt die REVT aber in besonders ausgeprägtem Maße über einen explizit formulierten philosophischen Hintergrund (Stoa, Epikureismus, Skeptizismus, Existenzphilosophie, Konstruktivismus und Sprachphilosophie). Auch das originäre REVT-Konzept der Selbst- und Fremdakzeptanz unterscheidet sie von anderen Formen Kognitiver Verhaltenstherapie (z. B. Multimodale Therapie nach Arnold A. Lazarus oder Self-Management Therapie nach Frederick Kanfer), wenngleich diese Grundhaltung der REVT auch von einigen Vertretern neuerer Entwicklungen der KVT rezipiert wurde, so z. B. in der Acceptance and Commitment Therapy (ACT) nach Hayes oder der sog. „Dialektisch- behavioralen Therapie“ nach Marsha Linehan. REVT ist ein ganzheitlicher handlungsorientierter humanistischer Psychotherapieansatz mit dem Ziel emotionalen Wachstums: die Klienten werden ermutigt, ihre Gefühle bewusst zu erleben und auszudrücken, wobei der Zusammenhang von Denken, Fühlen und Handeln betont wird.

## Geschichte / Herkunft
Die RET bzw. REVT (Umbenennung durch Albert Ellis selbst) wurde 1955 von dem in Pittsburgh, Pennsylvania geborenen amerikanischen Psychologen Albert Ellis entwickelt. Er arbeitete zuvor psychoanalytisch, war jedoch dabei mit den Ergebnissen seiner Arbeit unzufrieden. In Deutschland wird die nach ihm benannte Ellis-Methode (vgl. Schwartz, 2014) seit etwa 1980 mit zunehmender Verwendung ausgeübt. Die ersten in Deutschland hierzu veröffentlichten Bücher („RE-Therapie“, „Rational-emotive Therapie in der Klinischen Praxis“) von D. Schwartz bzw. Keßler und Hoellen sind 1981 bzw. 1982 erschienen und haben zu einer weitgehenden Verbreitung des Verfahrens in Deutschland beigetragen. Die REVT ist ein humanistischer Psychotherapieansatz und wurde auf dem Hintergrund eines lernpsychologisch-erfahrungswissenschaftlichen Modells entwickelt.

## Grundlagen
Die Rational-Emotive Verhaltenstherapie baut auf dem sogenannten „ABC-Modell“ (auch „ABCDE-Modell“) auf. Ein auslösendes äußeres oder innerpsychisches Ereignis (A=activating event, Adversity), wie z. B. der Tod eines Familienangehörigen, wird aufgrund bestimmter bewusster oder unbewusster Überzeugungen, Bewertungsmuster, Einstellungen oder Lebensregeln (B=beliefs oder belief systems), die in der auslösenden Situation aktiviert werden, bewertet. Diese Bewertung kann rational, somit logisch und empirisch belegbar sowie situationsangemessen, oder irrational, also unlogisch und empirisch nicht belegbar sowie situationsunangemessen, sein. Als Konsequenz (C=consequences) auf diese Bewertung folgen dann emotionale Reaktionen und Verhaltensweisen (z. B. Trauer, Sorge, Angst), die bei vorheriger rationaler Bewertung zu gesunden Emotionen (sog. healthy negative emotions wie Trauer oder Besorgnis) und zielförderlichen Verhaltensweisen bzw. bei irrationaler Bewertung zu ungesunden Emotionen (sog. unhealthy negative emotions wie Depressivität oder Angst) und dysfunktionalen Verhaltensweisen führen. Somit bestimmt die Bewertung des Individuums seine Reaktion auf die widrigen Ereignisse (Adversities, A). Sofern das Ereignis als irrelevant bewertet wird (also nicht bewertet wird), führt dies zu keiner emotionalen Reaktion. Ein Alleinstellungsmerkmal der REVT ist ihr sog. binäres Emotionsmodell. Im Gegensatz zum Ansatz der KT nach Beck sieht die REVT Emotionen wie Trauer oder Besorgnis (gesunde negative Emotionen) gegenüber Depression oder Panik (ungesunde negative Emotionen) als jeweils qualitativ unterschiedliche Emotionen an, wohingegen nach dem unitären Emotionsmodell Trauer bzw. Depressivität nur quantitativ unterschieden sind.
Nach Ellis werden psychische Störungen durch „irrationale“ Überzeugungen bzw. Bewertungsmuster bedingt. Als „irrational“ bezeichnet man Überzeugungen, wenn sie subjektiv belastend sind und die Verwirklichung der eigenen Lebensziele behindern. Infolge einer unangemessenen Reaktion wird die irrationale Überzeugung in Frage gestellt (D=disputation) und es folgt eine kognitive Umstrukturierung (E=effect). „Rationale“ Überzeugungen hingegen sind im Hinblick auf Emotionen und Verhaltensweisen hilfreich und zielführend.
Die von Ellis beschriebenen irrationalen Überzeugungen werden in vier Grundkategorien zusammengefasst:
1. Absolute Forderungen: Wünsche werden zu absoluten Forderungen („ich muss …“, „die anderen müssen …“);
2. Globale negative Selbst- und Fremdbewertungen: statt einzelner Eigenschaften, wird die ganze Person als minderwertig bewertet („ich bin wertlos/ein Versager …“, „der andere taugt nichts …“);
3. Katastrophisieren: negative Ereignisse werden überbewertet („es wäre absolut schrecklich, wenn …“);
4. Niedrige Frustrationstoleranz: Glaube, negative Ereignisse nicht aushalten zu können („ich könnte es nicht ertragen, wenn …“).

Viele irrationale Überzeugungen stellen eine Verknüpfung von absoluten Forderungen (Kategorie 1) und Bewertungen der Kategorien 2 bis 4 dar. Die Forderung, alles schaffen zu müssen, führt bei Nichterfüllung z. B. zu der Schlussfolgerung, wertlos zu sein oder es nicht aushalten zu können.

## Ziele
Ziel des Verfahrens ist es, die irrationalen (selbstschädigende, nicht zielführende) Bewertungen zu erkennen und zu verändern. Dies soll dem Patienten idealerweise zu einer „rationaleren“ Lebensanschauung verhelfen und ihn in die Lage versetzen, mit zukünftigen Problemen angemessen umgehen zu können. Dabei können eine Vielzahl von Störungen im psychischen und psychosomatischen Bereich, z. B. Depressionen und Ängste behandelt werden.
Dabei werden Selbst- und Fremdwahrnehmung in den Mittelpunkt gestellt und überprüft, inwieweit eigene Überzeugungen selbstwertdienlich oder -schädlich sind, so dass Patienten bzw. Klienten lernen können, sich selbst und ihre Lebensweise zu akzeptieren und die Verantwortung für ihr Handeln zu übernehmen. Dabei wird der Fokus auf die Möglichkeit gesetzt, dass aus eigener Kraft bestimmte Veränderungen vorgenommen werden können und die Klienten den Problemen oder Konflikten nicht hilflos ausgeliefert sind.
Dabei entstanden ist der Begriff der Negativen Triade: der Patient hat negative Ansichten und kognitive Fehleinstellungen (wie z. B. willkürliche Schlüsse, selektive Abstraktion, Übergeneralisierungen, Über- und Untertreibungen sowie dysfunktionale Bewertungsmodi wie Katastrophisieren, Muss-Denken und pauschale Personenbeurteilung) über sich selbst, die Umwelt und die Zukunft. Betrachtete man diese Triade aus der Sicht der Attributionstheorie, so würde das auf eine interne, globale und stabile Einstellung den Dingen gegenüber hindeuten. Ziel ist es wie oben bereits beschrieben, diese Attributionen zu ändern.
Die Altersgruppe der Klienten ist nicht festgelegt. Kinder, Jugendliche und auch junge und ältere Erwachsene können behandelt werden, so dass keine Altersbeschränkungen vorliegen, solange der Klient bereits bzw. noch versteht, worauf die Therapie abzielt.

## Anwendung / Vorgehensweise
Es gibt eine Unterteilung in Einzel- und Gruppentherapie. In der Therapie werden irrationale Überzeugungen bewusst gemacht, in Frage gestellt (Disputation) und im Sinne einer kognitiven Umstrukturierung verändert. Diese aus den Überzeugungen und Einstellungen resultierenden Gefühle sollen gleichzeitig intensiv(er) erlebt und verändert werden.
Die Veränderung der Einstellungen erfolgt u. a. durch den sokratischen Dialog. Dadurch werden die aktuellen Überzeugungen und Lebensphilosophien kritisch durch eine Auseinandersetzung mit ihrer Zweckmäßigkeit, ihrer Logik oder ihrer empirischen Belegbarkeit hinterfragt (Disputation). Dazu stellt der Therapeut offene Fragen und versucht damit, den Klienten anzuleiten, eigene Widersprüche zu erkennen. Dies geschieht mittels Vorstellungsübungen (emotive Disputation), in denen negative Gefühle evoziert und verändert werden, Verhaltensübungen (behaviorale Disputation), bei denen sich Klienten einer peinlichen Situation aussetzen, um zu erfahren, dass ihre Befürchtungen nicht eintreten, mittels Identifikation automatischer Gedanken, Einschätzung kognitiver Verzerrungen und Veränderung der dysfunktionalen Kognitionen. Es wird erarbeitet, welche Gedanken unmittelbar mit dem Auftreten der gegenwärtigen belastenden Gefühle verknüpft sind, welche kognitiven Verzerrungen speziell dem Teufelskreis der Sorgen, Zweifel, Spannungen, Befürchtungen, körperlichen Angst und Vermeidungsverhalten zugrunde liegen und wie diese selbstschädigenden dysfunktionalen kognitiven Schemata verändert bzw. durch hilfreichere ersetzt werden können.
Hausaufgaben zwischen den verschiedenen Sitzungen dienen dazu, neue Einsichten in die Praxis umzusetzen (behaviorale Disputation). Dies ist ein wichtiger Abschnitt des sogenannten Working-through-Prozesses (deutsch: Prozess des Durcharbeitens) (um intellektuelle Einsicht in emotionale Einsicht zu verwandeln). Eine Kombination mit weiteren Techniken aus dem emotiven, kognitiven und verhaltensbezogenem Bereich, auch aus anderen Therapieschulen, ist möglich und sinnvoll.